# Tristan Murail
Tristan Murail (ur. 11 marca 1947 w Hawrze) – francuski kompozytor, przedstawiciel spektralizmu.

## Życiorys
Studiował w Konserwatorium Paryskim pod kierunkiem Oliviera Messiaena (1967–1971), Był stypendystą Académie de France à Rome (Villa Medici) (1971–1973); na jego rozwój muzyczny ogromny wpływ miało spotkanie z Giacinto Scelsim. Współzałożyciel Ensemble l'Itinéraire. Prowadził zajęcia na Międzynarodowych Letnich Kursach Nowej Muzyki w Darmstadcie.

## Twórczość
Jego ważniejsze dzieła to m.in.: Mémoire/Erosion (1976), Gondwana (1980), Désintégrations (1980), cykl Random Access Memory (1984–1987), Serendib (1992), L'Ésprit des dunes (1993–1994).